# Хирмил
Хирмил (арап. الهرمل) град је Либану у гувернорату Бека. Према процени из 2013. године, у граду је живело 24.678 становника.

## Географија
Град се налази у северном делу покрајине, на територији истоимене равнице, на левој обали реке Оронт, око 73 километра североисточно од Захле, административног центра покрајине, и 95 километара североисточно од Бејрута, престонице Либана. Смештен је на надморској висини од 696 m.

## Знаменитости
У близини града налази се пирамида изграђена у другом или првом веку пре нове ере. Такође, у близини Хирмила налази се и велики број споменика из неолитског периода.

## Грађански рат у Сирији
Дана 28. маја 2013. године, град је опустошен од стране војника сиријске армије који су у то време били стационирани у граду Ал-Кусаиру. На територији града експлодирале су три ракете, а том приликом су повређена три цивила.